# For Sentimental Reasons (альбом Линды Ронстадт)
For Sentimental Reasons (с англ. — «По сентиментальным причинам») — четырнадцатый студийный альбом американской певицы Линды Ронстадт, вышедший в 1986 году. Он достиг миллионных продаж и платинового статуса RIAA. Записи были сделаны вместе с Нельсоном Риддлем, легендарным американским дирижёром и аранжировщиком музыки для биг-бэндов, наиболее известным по своему многолетнему сотрудничеству с Фрэнком Синатрой. Риддл умер во время подготовки диска, который стал третьей и финальной частью джазовой совместной трилогии певицы и композитора.

## История
Альбом вышел в октябре 1986 года на лейблах Elektra Records/Asylum Records.
Диск стал третьим альбомом с платиновым статусом, созданным совместно с Линдой и Нельсоном Риддлем и 11-м для Ронстадт диском с более чем миллионным тиражом.
Альбом получил умеренные отзывы музыкальных критиков и интернет-изданий, имел коммерческий успех и тираж в 1 млн копий и платиновую сертификацию RIAA. Альбом занял позицию № 3 в чарте Top Jazz Albums, в американском хит-параде Billboard Top LPs & Tape диск занял только 46-е место, но пробыл в чарте более 6 месяцев.

## Список композиций
| №  | Название                             | Автор(ы)                            | Длительность |
| -- | ------------------------------------ | ----------------------------------- | ------------ |
| 1. | «When You Wish Upon a Star»          | Ли Харлайн, Нед Вашингтон           | 3:46         |
| 2. | «Bewitched, Bothered and Bewildered» | Лоренц Харт, Ричард Роджерс         | 4:24         |
| 3. | «You Go to My Head»                  | Джон Фредерик Кутс, Хейвен Гиллеспи | 3:36         |
| 4. | «But Not for Me»                     | Джордж Гершвин, Айра Гершвин        | 5:24         |
| 5. | «My Funny Valentine»                 | Харт, Роджерс                       | 3:00         |

| №   | Название                               | Автор(ы)                                   | Длительность |
| --- | -------------------------------------- | ------------------------------------------ | ------------ |
| 6.  | «I Get Along Without You Very Well»    | Хоги Кармайкл, Джейн Браун Томпсон         | 4:15         |
| 7.  | «Am I Blue?»                           | Гарри Акст, Грант Кларк                    | 2:54         |
| 8.  | «(I Love You) For Sentimental Reasons» | Уильям Бест, Дик Уотсон                    | 3:42         |
| 9.  | «Straighten Up and Fly Right»          | Нэт Кинг Коул, Ирвинг Миллс                | 2:15         |
| 10. | «Little Girl Blue»                     | Харт, Роджерс                              | 4:35         |
| 11. | «’Round Midnight»                      | Телониус Монк, Берни Ханиген, Кути Уильямс | 4:19         |

## Участники записи
Приведены по сведениям базы данных Discogs.

| Музыканты: - Линда Ронстадт — вокал - Луи Беллсон — ударные (песни 7, 9) - Рэй Браун — бас-гитара (песни 7, 9) - Деннис Будимир — гитара (песни 7, 9) - Дон Гролник — фортепиано (песни 1—4, 6—11) - Джон Герин — ударные (песни 1—4, 6, 8, 10, 11) - Боб Магнуссон — бас-гитара (песни 1—4, 6, 8, 10, 11) - Боб Манн — гитара (песни 1—6, 8, 10, 11) - Плас Джонсон — тенор-саксофон (песни 4, 6, 10) - Бад Шэнк — альт-саксофон (песня 8) - Чонси Уэлш — тромбон (песни 2, 3, 11) - Уоррен Люнинг — труба (песни 7, 9) - Джеймс СК Ван — бамбуковая флейта (песни 6, 8) - The Sequoia String Quartet — струнная секция (песня 5) - Мик Белл — бэк-вокал (песня 8) - Дрейк Фрай — бэк-вокал (песня 8) | Музыканты: - Клиффорд Холланд — бэк-вокал (песня 8) - Карл Джонс — бэк-вокал (песня 8) - Джеймс Тейлор — бэк-вокал (песня 9) - Нельсон Риддл — все аранжировки, дирижёр (песни 1—6, 10, 11) - Терри Вудсон — дирижёр (песни 7, 8, 9) Технический персонал: - Питер Эшер — музыкальный продюсер - Джордж Массенбург — звукорежиссёр, сведение - Шэрон Райс — помощник инженера - Эдд Колаковски — техник по настройке фортепиано и гитар, ассистент продюсера - Дуг Сакс — мастеринг-инженер - Джон Кош — арт-директор, дизайнер - Рон Ларсон — арт-директор, дизайнер - Роберт Блейкман — фотография - Дженни Шорр — стилист по гардеробу |

## Позиции в хит-парадах
Еженедельные чарты
| Год       | Хит-парад                      | Высшая позиция | Пребывание в чарте |
| --------- | ------------------------------ | -------------- | ------------------ |
| 1986—1987 | Австралия (Kent Music Report)  | 43             | нет данных         |
| 1986—1987 | Канада (RPM 100 Albums)        | 72             | 8 недель           |
| 1986—1987 | США (Billboard Top LPs & Tape) | 46             | 27 недель          |

## Сертификации
| Регион                                                      | Сертификация | Продажи    |
| ----------------------------------------------------------- | ------------ | ---------- |
| США (RIAA)                                                  | Платиновый   | 1 000 000^ |
| ^ Данные о тиражах приведены только на основе сертификации. |              |            |